# Werner Gjerming

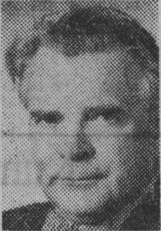
Werner Gjerming

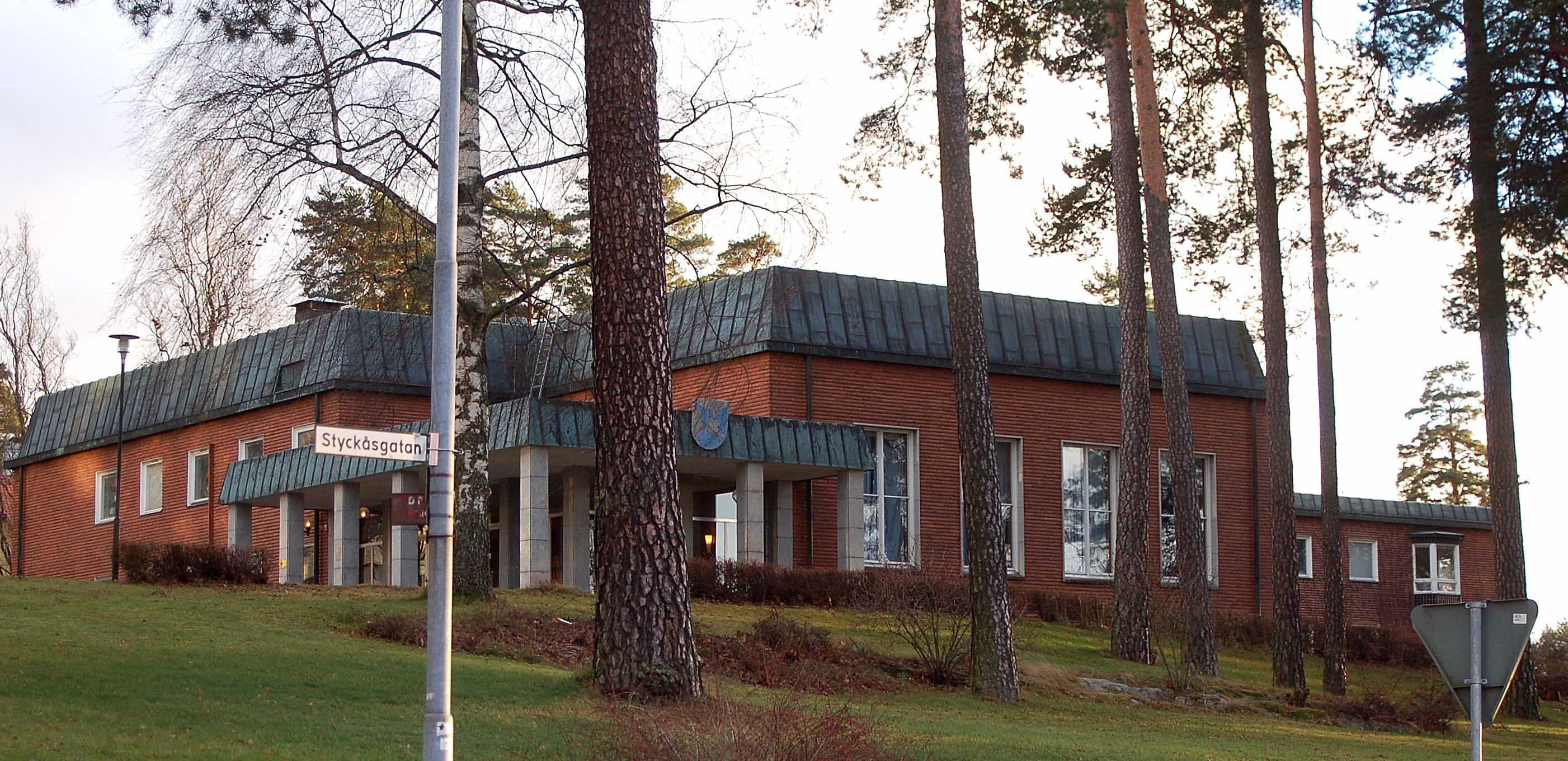
Arvika tingshus

Wilhelm Werner Gjerming, född 15 juli 1903 i Värnamo, död 21 mars 1985 i Arvika, var en svensk arkitekt.
Efter studentexamen i Växjö 1923 utexaminerades Gjerming från Kungliga Tekniska högskolan 1928 och från Kungliga Konsthögskolan 1932. Han var anställd på arkitektkontor i Stockholm och Göteborg, bland annat hos Ragnar Östberg, assistent och t.f. biträdande länsarkitekt i Södermanlands och Gotlands län, Nyköping, 1936–38 samt stadsarkitekt i Arvika stad och distriktsarkitekt i Västra Värmlands distrikt från 1938. 
Gjerming utförde ritningar till diverse allmänna byggnader, såsom ålderdomshem, polishus, missionskyrka, pensionärshem, läroverksbyggnad, 
Jösse domsagas tingshus (1958) och Värmlands läns landstings verkstadsskola i Arvika. Han utförde även stadsplan för Åmotfors municipalsamhälle och generalplan för Arvika stad. Han erhöll inköp vid pristävlan om Katarina församlingshem i Stockholm samt tillsammans med andra inköp vid pristävlan om Statens historiska museum.